# Emanuel De Porras
Emanuel Matías De Porras (Cutral Có, 16 ottobre 1981) è un ex calciatore argentino, di ruolo attaccante.

## Carriera
Proveniente dal settore giovanile dell'Alianza Cutral Có, compagine della sua città natale, passa nel 2000 nelle file del Ferro Carril Oeste, dove tuttavia non ottiene alcuna presenza in prima squadra.
Nel 2001 passa all'Huracán, con il quale debutta in Primera División, in una partita contro il Gimnasia (LP) del Torneo Apertura 2001, realizzando una rete.
Non riesce tuttavia a trovare molto spazio in prima squadra e a fine stagione fa ritorno al Ferro Carril Oeste, appena retrocesso per la prima volta nella sua storia in terza divisione (Primera B Metropolitana), e con 10 realizzazioni contribuisce all'immediato ritorno del sodalizio in seconda divisione (Primera B Nacional).
Nel 2004 viene ceduto in prestito per 15.000 dollari al Persija, compagine del campionato indonesiano di prima divisione. Nello stato del Sud-est asiatico diventa una delle stelle ed il calciatore più pagato del torneo. Milita una stagione nelle file del Persija (16 reti) e poi (sempre in prestito dal Ferro Carril Oeste) nello PSIS Semarang (23 reti complessive e la finale del campionato nazionale 2006 persa contro il Persik Kediri).
Nell'estate 2006 torna al Ferro Carril Oeste, ma pur disputando alcune partite del campionato di Nacional B non riesce ad imporsi come titolare.
A gennaio 2007 giunge quindi in Italia al Benevento, che dopo un periodo di prova superato con esito positivo lo ingaggia a febbraio con la formula del prestito. Nelle file dei giallorossi disputa la seconda parte della stagione con 8 presenze in Serie C2, quasi sempre partendo dalla panchina, e segna una rete all'Igea Virtus.
A giugno 2007, finito il prestito, il Ferro Carril Oeste, che intanto è in gravissime condizioni economiche, è costretto a mettere all'asta il giocatore. L'unica offerta viene presentata dal Benevento che si aggiudica pertanto il calciatore a titolo definitivo per la somma di 80.000 euro.
Nella stagione 2007-2008 De Porras non riesce a trovare molto spazio a Benevento, totalizzando solo 4 presenze. Nel giugno 2008, nonostante una stagione fra alti e bassi, il calciatore argentino attira l'attenzione di diversi club di Serie C1 e C2. Ad agosto 2008 è l'Aversa Normanna ad acquistare il calciatore, sborsando circa 90.000 euro.
Tuttavia, dopo solo un mese, il 2 settembre il giocatore rescinde il contratto e tre giorni dopo si accasa all'HinterReggio, squadra di Reggio Calabria neopromossa in Serie D. Debutta coi biancazzurri il 7 settembre nel 4-1 casalingo contro il Nissa, esordio assoluto dell'HinterReggio in Serie D.
Nel 2009 torna in Sudamerica per militare in squadre uruguaiane e argentine delle serie minori, quindi nel 2011 ritorna in Indonesia per indossare la maglia del Template:Calcio Jakarta.
Vanta due apparizioni nella massima divisione argentina e oltre 100 in quella indonesiana.